# Hyalascus
Hyalascus is een geslacht van sponsdieren uit de klasse van de Hexactinellida.

## Soorten
- Hyalascus andamanensis Sautya, Tabachnick & Ingole, 2010
- Hyalascus anisoactinus Tabachnick & Lévi, 2004
- Hyalascus attenuatus Okada, 1932
- Hyalascus baculifer (Schulze, 1886)
- Hyalascus giganteus Ijima, 1898
- Hyalascus pinulohexactinus Tabachnick & Lévi, 2004
- Hyalascus sagamiensis Ijima, 1896
- Hyalascus similis Ijima, 1904
- Hyalascus stellatus (Schulze, 1886)